# Franciszek Żertka
Franciszek Żertka (ur. 5 stycznia 1862 w Górkach Wielkich, zm. 13 maja 1961) – polski pamiętnikarz i gawędziarz, związany ze Śląskiem Cieszyńskim.
Syn Franciszka i Zuzanny z domu Sporysz. Prowadził gospodarstwo (7 hektarów) w Górkach Wielkich. Znał liczne opowiadania, podania, dowcipy, teksty i melodie ludowe, z których setki zostały nagrane i udokumentowane przez zbieraczy kultury ludowej. Autor pamiętnika Z hańdowych lat. Dwa razy do roku prowadził procesje pątnicze do Frydku, Piekar, Kalwarii Zebrzydowskiej i Częstochowy. Pochowany został na góreckim cmentarzu. W 1995 roku została wydana przez Towarzystwo im. Zofii Kossak w Górkach Wielkich i Drukarnię Jerzego Małysza z Górek Małych poświęcona mu podzielona na pięć części książka pt. Opowieści góreckiego stulatka, na którą składają się gawędy i pieśni Franciszka Żertki.